# Věk zámořských objevů

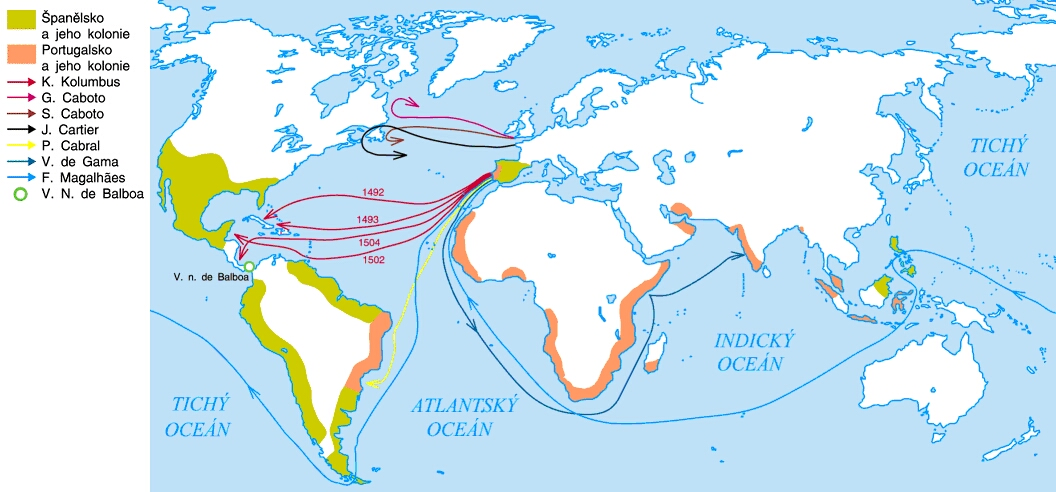
Zámořské cesty Portugalců a Španělů

Věk zámořských objevů je období od začátku 15. století do poloviny 16. století. Josef Janáček je vymezil mezi roky 1415 (dobytí marocké Ceuty Portugalci) a Magalhãesovou výpravou k Molukám (1519–1522).
Během těchto 107 let bylo podniknuto mnoho zámořských cest a učiněno hodně nových objevů. Evropané přicházeli do kontaktu s jinými společnostmi a jejich kulturami. Plavby po moři přinesly mnoho nových zeměpisných objevů, které přispěly mimo jiné k přesnějšímu vypracování map (středověké mapy světa byly pouze symbolickými schématy) a důkazy o tom, že země je kulatá a ne plochá, jak tvrdila středověká geografie (po roce 1000 již církev tuto myšlenku začala postupně opouštět).
Dobývání zámořských území vedlo k ekonomickému rozvoji zejména v západní Evropě. Důležitou roli sehrál kupecký kapitál. Evropané potřebovali nové odběratele pro své zboží a zároveň hledali nové zdroje surovin, především drahých kovů. Velká poptávka byla po luxusním zboží, například drahých látkách, zbraních, slonovině, a koření z Orientu. Tyto důvody vedly k velké podpoře námořních plaveb a stále větší touze po dobývání zámořských území.
O přístup k orientálnímu zboží a zlatu v Africe začali usilovat nejprve Italové, konkrétně obchodníci z Janova a Benátek. Snažili se nalézt přímou cestu do Indie, aby nemuseli provádět obchody přes Araby, kteří fungovali jako zprostředkovatelé, a dělit se s nimi o zisk. Cesta po souši navíc znamenala střet s Turky, kteří trasu Konstantinopol - centrální Asie začali od roku 1453 kontrolovat. Vzrůstala rizikovost pozemních výprav, proto se Italové, kteří měli velké množství zkušených námořníků, spojili s Portugalci a Španěly, kteří měli dostatečně silné loďstvo. Tyto tři národy byly nejvýznamnějšími evropskými mořeplavci a objeviteli. Dále kolonizovalo například Nizozemsko, Anglie a Francie.

## Období renesance
Ve středověku vládla umění, vzdělanosti a učenosti církev. Lidé většinou přijímali to, co jim bylo řečeno, bez pochybností a otázek. Ve 14. století začali italští učenci studovat spisy starověkých Řeků a Římanů a jejichž myšlenky se dostaly do Evropy přes Byzanc a Arábii. Postupně se vyvinul systém názorů, podle něhož byl za volbu své životní cesty odpovědný člověk, nikoliv Bůh. Věk zámořských objevů spadal pod období renesance. Ta vznikla v italské Florencii počátkem 15. století. Lidé zaměřovali pozornost na člověka, vědu, umění, kulturu a přírodu. Rozvíjela se architektura, sochařství (zobrazováno bylo hlavně lidské tělo v přirozených proporcích), malířství (zejména olejomalba, opět nejčastěji zachycován člověk a krajina). Renesanční umělci si podle vzoru antiky vytvořili nový estetický ideál krásy, který spatřovali v dokonalém tělesně i duševně rozvinutém člověku a harmonické přírodě. Důraz byl kladen na rozumové poznání a možnosti, které nabízel pozemský svět. Šíření vzdělanosti pomohly i tištěné knihy, které poprvé spatřily světlo světa v roce 1450 díky Johannesi Gutenbergovi, který vynalezl knihtisk. Mecenáši umění a vědy se staly bohaté italské rody, například Borgiové a Medicejové. Kvůli svým objevům se někteří vědci dostávali do konfliktů s církví. Mikuláš Koperník, který objevil, že se Země otáčí kolem Slunce, se neodvažoval svůj poznatek zveřejnit. Učinil tak až krátce před svou smrtí, protože se obával reakce církve, která tvrdila, že Země je středem vesmíru. V tomto období končí éra hradů. Šlechta touží po pohodlí, a proto začíná s výstavbou zámků se zahradami, fontánami, sochami, vodními kaskádami a schodišti. Častá byla i výstavba letohrádků a jízdáren. Rostlo bohatství obyvatel získané především díky námořnímu obchodu, docházelo k rozvoji řemeslné výroby. Lidé zůstávají věrni církvi, ale už nejsou tolik horliví jako ve středověku.

## Svět ve zkratce

### Evropa

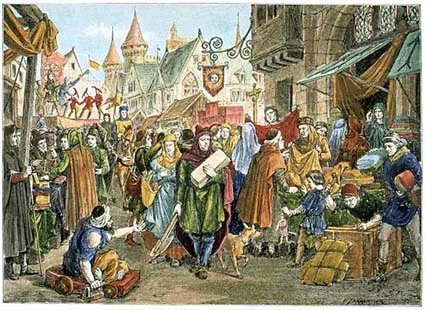
Trh v 15. století

Kontinent se pomalu vzpamatovával z první morové epidemie (1347), která stála život přibližně 25 milionů lidí, tedy více než 1/3 obyvatel tehdejší Evropy. V období mezi rokem 1461 až 1600 začínali lidé cestovat za hranice Evropy. Renesance vzbudila zájem o svět, ale hlavním důvodem zámořských cest byla snaha obejít islámský svět a nalézt nové cesty do Indie a Dálného východu. Docházelo k budování obchodních cest a kontaktu mezi kontinenty. Lidé toužili po pokroku a to je hnalo do neprobádaných končin. Vznikaly nové univerzity, města se rozrůstala, rostla moc a bohatství. Z Afriky, Číny a Indie se dováželo velké množství nových surovin, například slonovina, zlato, stříbro, bavlna, káva a exotické ovoce. Koření bylo sice drahé, ale stalo se součástí života. Využívalo se především k ochucení masa, které se rychle kazilo, protože neexistovala chladicí zařízení. Koření tak překrylo slanou chuť (maso se uchovávalo prosolené) i pachuť zkaženosti.

### Asie
Na počátku 15. století Číňané obchodovali s Indií, Afrikou a Arábií, poté ale zámořské plavby ustaly. Evropané v Asii zakládali obchodní centra a ovlivňovali asijskou společnost. Rusové získávali území na Sibiři. Ve většině států Asie fungovaly rozvinuté kultury. Například Indie ovládaná Mughaly v tomto období čile obchodovala s Evropou, Afrikou a Dálným východem. Země vyráběla nejvíce textilu na světě. Císař Akbar, který vládl Indii padesát let, se snažil zavést nové náboženství, kvůli kterému nechal postavit školy a nové hlavní město Fatéhpur Síkri, v němž se propojovaly prvky hinduistické a muslimské kultury. Dále se zasloužil o nižší daně pro zemědělce, vytvoření silné armády, vítal na svém dvoře různé umělce a vědce, i když sám byl negramotný. Jeho největším úspěchem bylo uzavření míru s hinduistickou většinou indického obyvatelstva, což ukončilo mnoho hinduisticko-muslimských konfliktů.

### Austrálie a Oceánie
Tato část světa fungovala samostatně, bez kontaktu s dalšími zeměmi.

### Střední východ
Po dobytí Konstantinopole roku 1453 se Osmanská říše stala světovou mocností. Konstantinopol byla přejmenována na Istanbul a ten byl centrem říše, která se rozkládala na třech kontinentech. Osmané obsadili Sýrii, Egypt a část Arábie. Nebyl to příliš početný národ, proto především k bojům využíval ruské a africké otroky. Z dobytých evropských území odváděli do zajetí vždy jednoho z pěti chlapců a vychovávali z nich úředníky a vojáky. Obyčejné lidi nechávali v klidu. Pokud byli poslušní a platili daně, nebyli násilím nuceni k přestupu na islám. Po roce 1600 začala říše upadat.

### Afrika
Hodně obchodovala s Evropany, kteří na jejím pobřeží zakládali nová města. Střed Afriky zůstal nedotčen. Od roku 1502 se z Afriky začali vyvážet otroci.

### Severní Amerika
Tamní národy se věnovaly obchodování mezi sebou. Postupně docházelo k úpadku kultur.

### Střední a Jižní Amerika

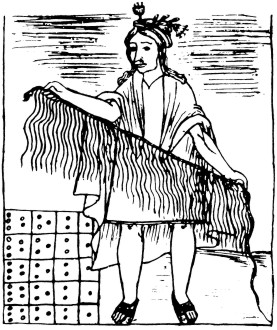
Provázkové písmo Inků

V 15. století obývali Aztékové celé Mexiko. Pěstovali kukuřici, řepu, fazole, kakao, bavlnu, opracovávali zlato a stříbro. Mladí muži od 17 do 22 let museli sloužit v armádě. Podnikali válečná tažení za účelem získání zajatců, které pak obětovali bohům, protože věřili, že bohové potřebují mnoho lidské krve. Aztékové často obchodovali se svými sousedy. Postupně docházelo k úpadku kultur. Vyměňovali si hlavně šperky a oděvy. Měli velice přísné zákony, například zemědělci nesměli nosit oděv z bavlny, ta byla určena jen pro významné lidi a za porušení následovala smrt. Stejně jako za pokácení živého stromu, posunutí hraničního kamene, krádež. Za opilost byl viníkovi zničen dům a oholena hlava. Pití bylo určeno jen urozeným obyvatelům. Jezerní město Tenochtitlan patřilo k nejlépe projektovaným městům na světě. S pevninou ho pojily tři dlouhé mosty, které měly zároveň ochrannou funkci. Nacházelo se v něm velké množství pyramid, chrámů, paláců, ulic a kanálů. Traduje se, že při oslavě obnovy velké pyramidy v Tenochtitlánu v roce 1487 bylo bohům obětováno více než 80 tisíc lidí během čtyř dnů. S největší pravděpodobností byla ale čísla nadsazena Indiány, aby vystrašili nepřátele. Smrt pro Aztéky neznamenala konec života, ale jeho začátek. Potravu pro více než 300 000 obyvatel zajišťovaly plovoucí zahrady. K porážce Aztéků pomohly Španělům nemoci a lest, nikoliv bitva.
Inkové po jedno století vládli říši v Andách. Byla rozsáhlejší než několik evropských území dohromady, spojovaly ji kamenné cesty a horské serpentiny, informace předávali běžci. Panovníkovi se říkalo sapa inca a lidé věřili, že je potomkem boha Slunce. V jednotlivých oblastech vládli úředníci, kteří se starali o chod města a o dílny, které vyráběly keramiku a textil. Každoročně slavili velký svátek Slunce, při kterém děkovali bohu za úrodu a život. Inkové neuměli psát, používali kipu, což byly provázky různých barev a počtu uzlíků, které představovaly čísla i text. Uměli pěstovat plodiny na mokřinách a stavěli města v horách. Stejně jako Aztékové obětovávali lidi bohům. Dávali přednost dětským obětem, protože je považovali za nevinné a nejčistší. Děti byly vybírány rok předem a po tu dobu měly nejlepší stravu. Oběti byly rozřezány na obětních kamenech, byly jim stínány hlavy a uřezány končetiny nebo byly svrženy z útesu. Španělé obsadili jejich území v roce 1535. Hodně Indiánů zemřelo na neštovice, které do jejich země přivezli Evropané.
Po vstupu Evropanů na území Střední a Jižní Ameriky docházelo ke zničení velice vyspělých kultur. Cizinci byli Indiány zpočátku vítáni. Ti pak ale tamní obyvatelstvo buď zotročili nebo pozabíjeli. Boje a nemoci přivezené z Evropy zabily miliony lidí. Portugalci a Španělé zakládali města, doly, plantáže, hledali zlato. Většinu prvních přistěhovalců tvořili Afričané, které sem dovezli jako otroky na plantáže.

## Předpoklady úspěšných zámořských výprav

### Technické vylepšení lodí
Dlouhé plavby po moři vyžadovaly kromě zkušené posádky také kvalitní a velké lodě, proto se Evropané zaměřili na jejich zdokonalování. Důležitý byl hluboký kýl, který pomáhal udržovat stabilitu lodě a kormidlo, které zabezpečovalo lepší ovladatelnost. Plavební schopnosti vylepšilo také používání plachet, které se začalo objevovat od 15. století. Místo jednostěžňových lodí se stavěly lodě až se čtyřmi stěžni, které měly lepší manévrovací schopnosti zejména proti silnému větru. Lodě musely být schopné uvézt těžký náklad, například zbraně, olej, pitnou vodu, víno, náhradní plachty, lana, kameny jako zátěž, nádrž na vysráženou vodu, jídlo (suchary, sušené a solené maso, sušené luštěniny aj.). Známé jsou španělské galeony. Byly pevně stavěné, aby uvezly poklady dovážené z cizích zemí, ale těžko se ovládaly, pokud nefoukal vítr. Proto často podlehly v boji s menšími pirátskými plavidly, i když byly vyzbrojeny děly. Jako první začali děla systematicky využívat Portugalci, zejména pro boj na větší vzdálenosti. Vybudovali lodě schopné převážet těžká děla, při stavění brali v úvahu nákladní kapacitu, rychlost, velikost posádky, typ výzbroje, počet děl. Provoz těchto lodí byl finančně náročný.

### Používání kompasu a astrolábu

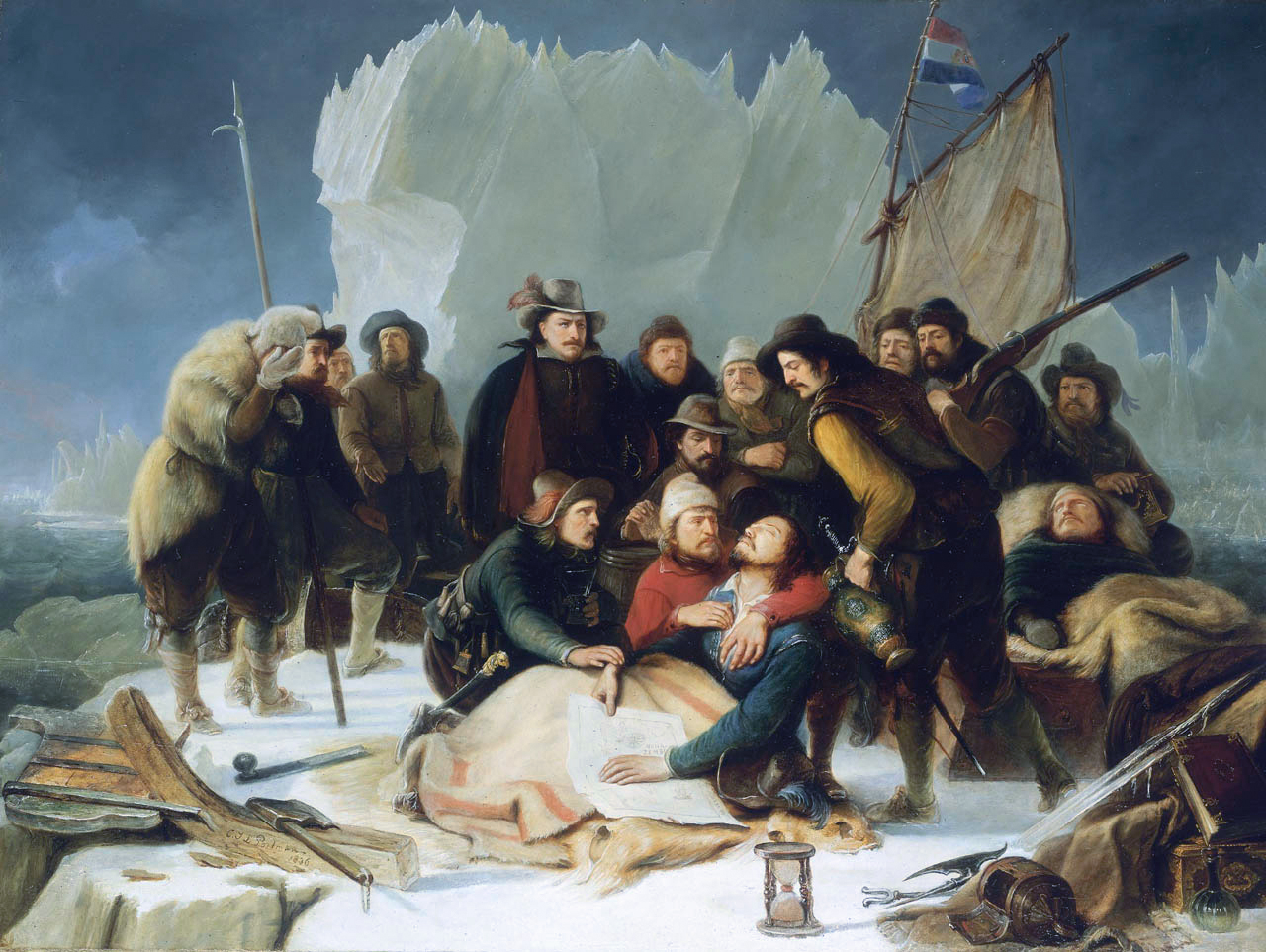
Námořník umírající na kurděje

Častým problémem při objevování cizích zemí bylo určení polohy lodí. S používáním kompasu se snížil počet ztracených lodí a nevydařených plaveb. Pro určení zeměpisné šířky podle Slunce a hvězd sloužil astroláb, později i jednodušší Jakubova hůl.

### Kurděje
Když se evropští mořeplavci začali vydávat na obchodní a průzkumné plavby, čelili mnoha nebezpečím. Bouře, ztroskotání ani bitvy si však nevyžádaly tolik obětí jako kurděje. Toto onemocnění je způsobeno nedostatkem vitamínu C. Téměř 400 let trvalo než se na tento důvod přišlo a bylo mu uvěřeno (15. - 19. století). Během této doby na kurděje zemřelo více než 2 miliony mužů. Ti, jenž přežili, ji nazývali prokletím moře a zkázou námořníků. Muži, kteří trávili několik měsíců na moři, byli vystaveni stísněným špinavým prostorům, jednotvárné stravě, která byla tvořena mořskými ptáky, zkaženou vodou, rumem, žluklým soleným masem a suchary. Nemoc začala záludně, bolestí kloubů a apatií. Námořníci s těmito příznaky byli často bičováni za lenost. Po několika týdnech se objevily černé, krví podlité skvrny na těle, viklající se zuby, nateklé dásně a boláky. Po smrti byla oběť zašita do svého lůžka nebo hozena přes palubu. Francouzi a Španělé vozili mrtvé domů na pohřeb.

## Zámořský obchod

### Obchod s otroky

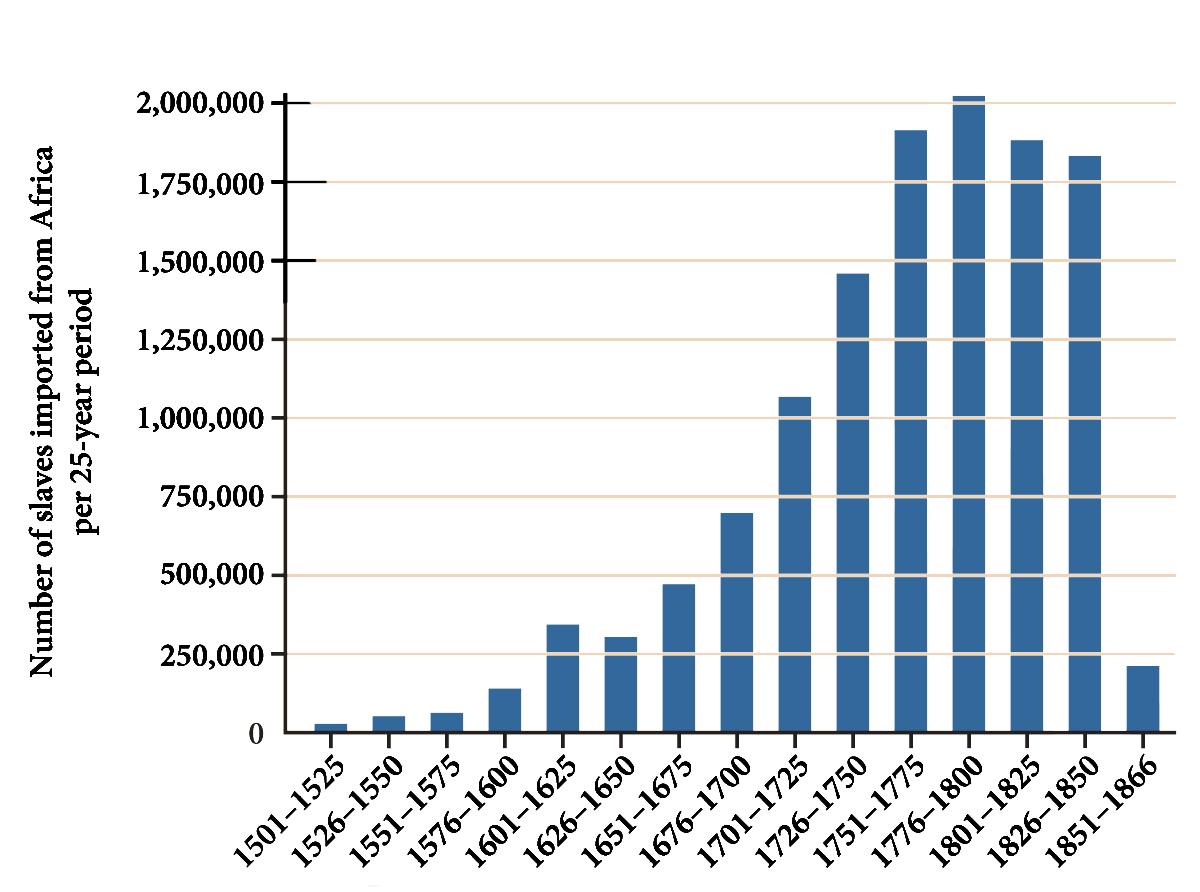
Graf dovozu otroků z Afriky (sloupce po 25 letech)

Sám věk zámořských objevů přinesl sice základy rozvoje otrokářství v Americe (v letech 1450–1600 bylo na kontinent dovezeno 367 000 otroků), řádově vyšších hodnot zde ale obchod s otroky dosáhl až ve stoletích následujících (6 133 000 otroků v 18. století, podle jiných zdrojů i více).

### Obchod se zbožím
Itálie byla nejbohatším státem Evropy. Janov a Benátky byla nezávislá přístavní města, která byla centrem výměnného obchodu. Obchodovalo se s hedvábím, kořením, kožešinami, kůžemi, plátny, dřevem, zlatem, stříbrem a otroky. Trhy se konaly většinou jednou za týden. Zboží z Asie bylo dováženo přes Egypt a Sýrii, zboží z Afriky přes Tunisko a Maroko. Příliv drahých kovů do Evropy, který nastal po objevení Ameriky způsobil prudký pokles hodnoty peněz a došlo k cenové revoluci. Použití značného množství zlata a stříbra na ražbu nových mincí vedlo v Evropě k poklesu hodnoty peněz (především znehodnocení stříbrného oběživa). Obchod reagoval zvyšováním cen, které předstihlo zvyšování mezd. Negativní dopad to mělo především na námezdní dělníky a šlechtu odkázanou na peněžní rentu. Dovoz drahých kovů nestačil na pokrytí evropských potřeb, např. Španělsko kvůli obrovským výdajům na řadu válečných konfliktů a pasivní obchodní bilanci nakonec několikrát vyhlásilo státní bankrot. Proces cenové revoluce byl provázen všeobecným vzestupem evropské populace v 16. století, zatímco v Novém světě došlo v důsledku těžké práce v dolech a zpracování a přepravy rud k rapidnímu poklesu počtu domorodého obyvatelstva, takže záhy museli být na těžkou práci dováženi otroci z Afriky. Část šlechty byla nucena hledat nové zdroje zisků, čímž přispěla k rozvoji kapitalistické výroby.

## Koloniální říše

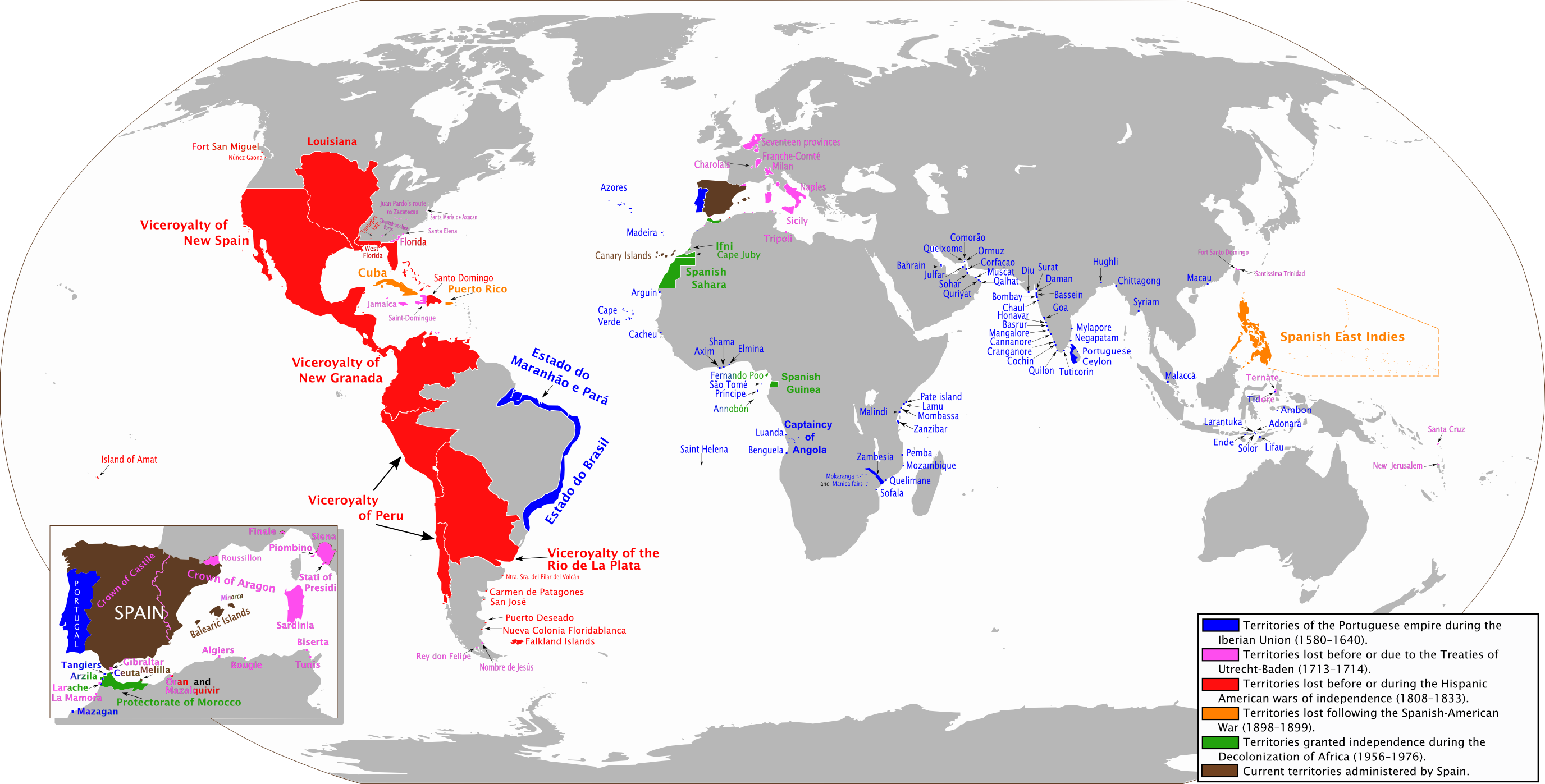
Iberská unie Španělska a Portugalska za vlády Filipa II. a pozdější vývoj

### Portugalsko
V době portugalských zámořských objevů byl Lisabon nejbohatším přístavem v Evropě. Na náměstí Paco Real se obchodovalo s drahými dřevinami, exotickým ovocem, kořením, látkami a drahokamy. Portugalsko bylo hlavní námořní velmocí Evropy. Hodně obyvatel byli rybáři zvyklí na moře. Jindřich Mořeplavec v polovině 15. století založil školu pro mořeplavce a vysílal lodě na západní pobřeží Afriky. Portugalci vybudovali první zámořskou koloniální říši. V roce 1415 dobyli marocký přístav Ceuta, což bylo jedno z nejbohatších měst. Mezi nově objevená místa patřil Mys Dobré naděje a Indie, která byla centrem jejich kolonií. Dále Zanzibar, jehož objevitel Vasco de Gama byl okouzlen vyspělostí zdejší civilizace a jeho vyprávění o nesmírném bohatství ostrova přilákalo velké množství evropských, zejména portugalských obchodníků. Od roku 1503 nad ostrovem převzali vládu Portugalci, kteří zde vybudovali první přístav a zlepšili tím podmínky pro obchod s Indií a Čínou. O 150 let později byli vyhnáni z ostrova a vlády se ujal sultán. Dobyli také Moluky (Indonésie), kde bylo nekonečné množství tolik žádaného koření, například muškátového oříšku, skořice, pepře či hřebíčku. Velmi oceňovaná byla plavba Magalhãese, který jako první obeplul zeměkouli. Portugalci začali jako první obchodovat s lidmi. Otroky dováželi na své nově založené třtinové plantáže zprvu na ostrovech u Afriky, poté v Brazílii. Podél afrického pobřeží, v Rudém moři a Perském zálivu měli řetězec obchodních stanic. Jejich lodě zde mohly kotvit, doplňovat zásoby, ukrývat se před nebezpečím. Portugalci založili osady dokonce i na území dnešní Brazílie. Ve svém vrcholném období v 16. století vlastnili Angolu, Mosambik, Kapverdy, Azory, Madeiru, Gou a Kalkatu v Indii, Kolombo na Srí Lance, Macao v Číně a ostrov Celebes.

### Španělsko

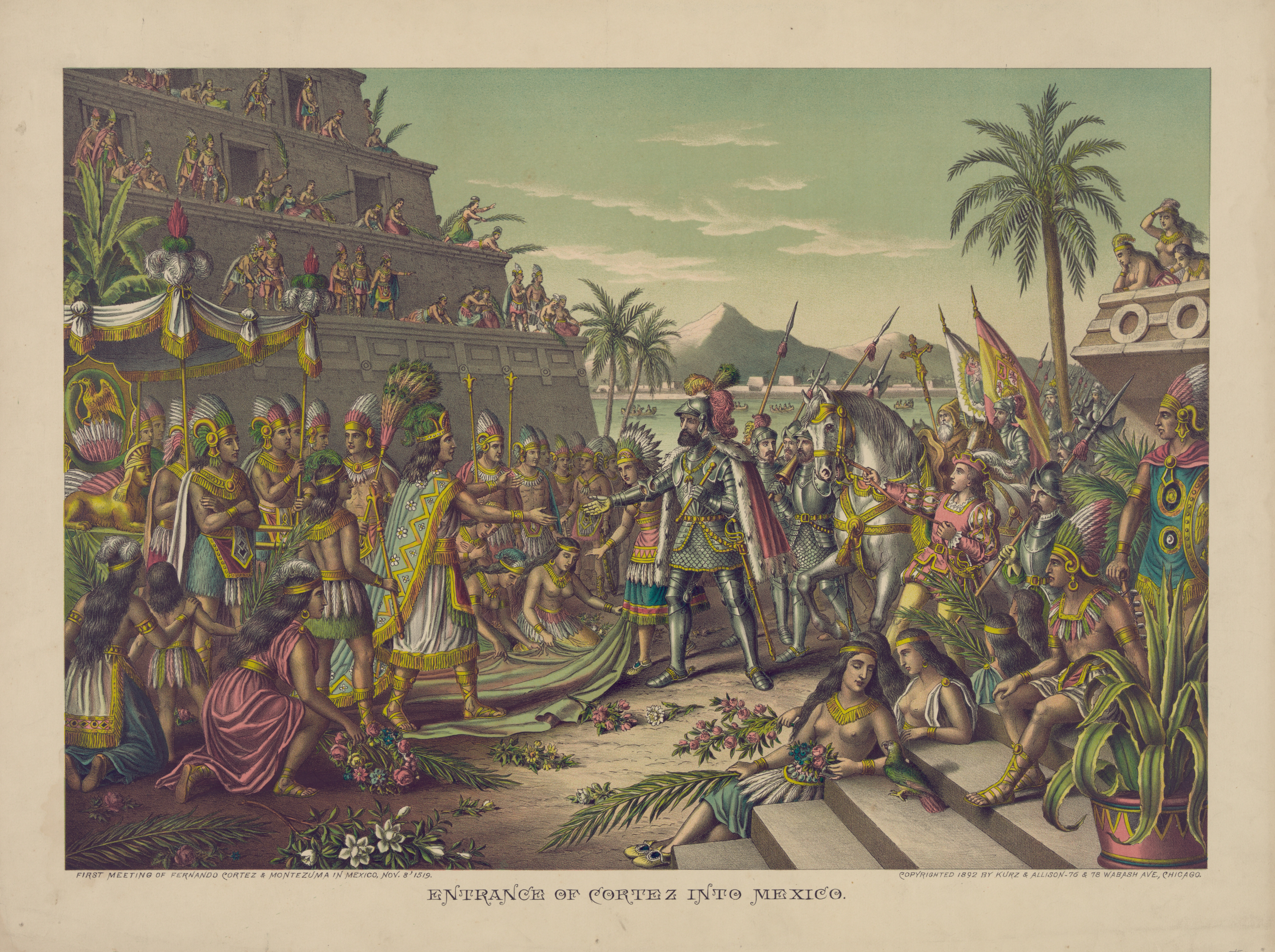
Hernando Cortéz s Indiány v Mexiku

Koncem 15. století se sňatkem Isabely Kastilské a Ferdinanda Aragonského sjednotila dvě největší španělská království - Kastilie a Aragonie a vzniklo tak mocné království. Známý mořeplavec Kryštof Kolumbus, který pocházel z italského Janova, královnu několikrát prosil o finanční podporu plavby do Indie, než svolila. Kolumbus byl přesvědčen, že najde novou, západní cestu, místo toho však po třech měsících doplul k břehům jednoho z karibských ostrovů Santo Domingo. Až do konce života byl přesvědčen, že doplul do Indie. Španělé si podmanili karibské ostrovy a postupně pronikali na americkou pevninu. V Mexiku se setkali s aztéckou kulturou, v Peru s inckou. Jejich zlato a stříbro bylo důvodem mnohých vojenských tažení a zabíjení tamních obyvatel. Krutost dobyvatele Hernanda Cortéze byla všeobecně známá. On a Francisco Pizarro se podíleli na úplném zničení těchto dvou říší. Španělé Indiány upalovali na hranicích nebo v pecích. Známá je pec, nad kterou byla postavena dutá socha zobrazující biblického proroka, do níž byli Indiáni vehnáni a v peci pod nimi byl zapálen oheň. Lidé tak umírali dlouhou a mučivou smrtí ve strašlivém žáru. Pobřežní město Sevilla získalo monopol na obchodování s Amerikou a na počátku 16. století se stalo nejbohatším evropským přístavem. Španělsko těžilo kromě zlata a stříbra i z velkého množství nových plodin. Kukuřici a brambory začali vysazovat i ve své zemi. Tabák a kakao pěstovali pouze v zemích jejich původu. Karel V. a jeho syn Filip II. utratili část jmění získaného z drahých kovů za bitvy, kterými chtěli zastavit šíření protestantství v Evropě a za svatou válku proti Turkům.

## Dělení světa

### Smlouva z Tordesillas

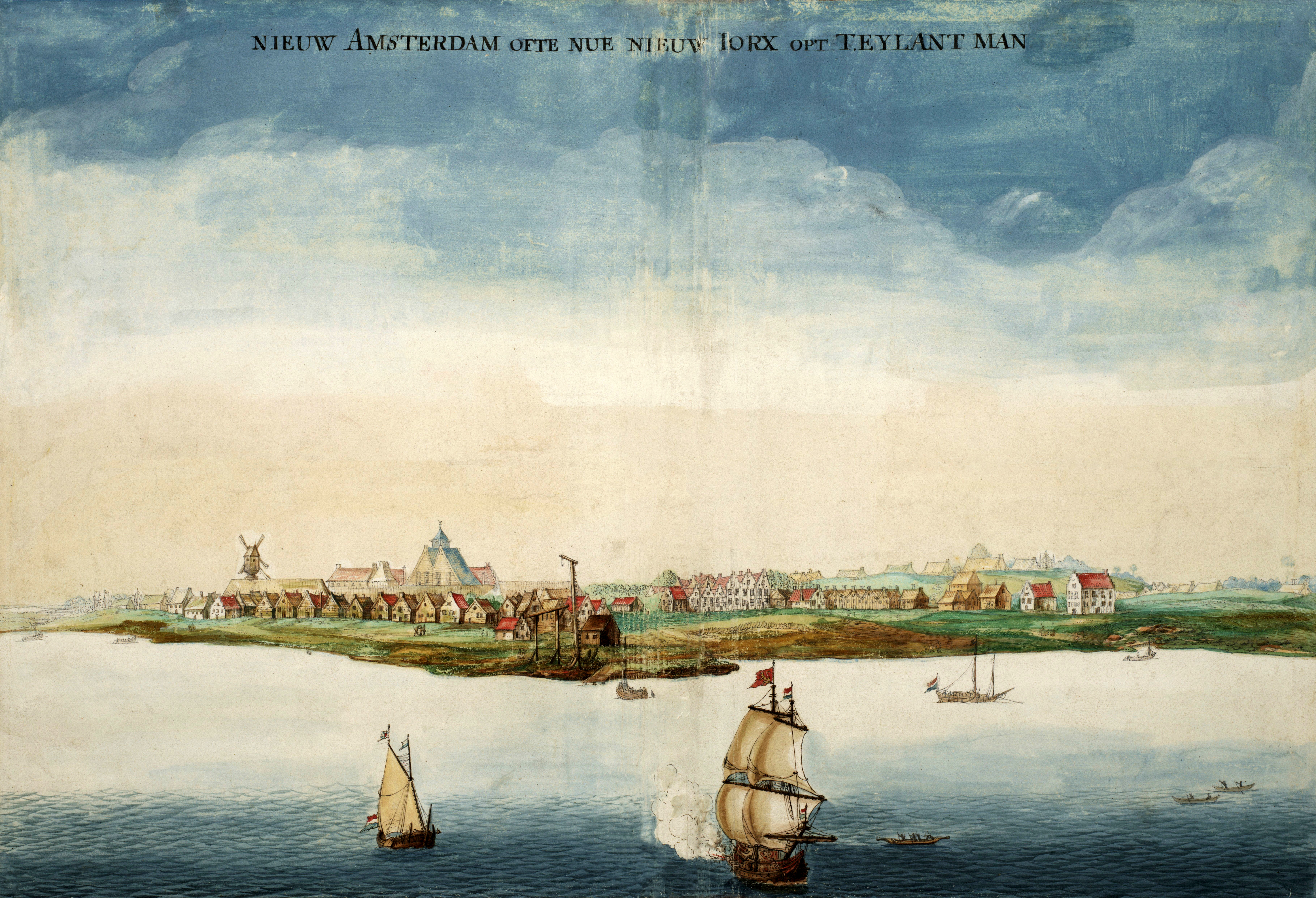
V Severní Americe založili Nizozemci Nový Amsterdam

Španělsko a Portugalsko usilovalo o co největší počet zámořských území, což vedlo ke sporům a jejich řešením bylo oficiální rozdělení území. K tomu došlo pod papežovou patronací v roce 1494 v Tordesillas. Byla stanovena hranice v Atlantském oceánu, asi dva tisíce kilometrů na západ od Kapverdských ostrovů. Všechna území ležící na východ od této hranice připadla Portugalsku, území na západě Španělsku. Na počátku 16. století byla tato smlouva porušena Španěly, když dobyli Filipíny.

### Nové koloniální mocnosti
V následujících letech docházelo k různým krizovým momentům, například když bylo Španělsko a Portugalsko na šedesát let sjednoceno v personální unii králem Filipem II. a po níž nebyla Portugalsku navrácena všechna území. Další území ztratili ve východním Středomoří během nástupu Arabů k moci. Španělsko muselo dlouhá léta bojovat s Anglií, jejíž pirátské lodě často přepadávaly portugalské obchodní lodě převážející zboží z Ameriky. Vláda pirátské nájezdy neorganizovala, ale podporovala je a piráty chránila všemožnými způsoby. Španělsku se stala osudnou porážka v roce 1588 v bitvě u Gravelines. Tato bitva byla výchozím bodem anglické koloniální expanze a důkazem ústupu španělské moci. Angličané zakládali kolonie nejprve v Severní Americe, poté v Africe, Středním a Dálném východu a zejména v Indii. Vybudovali největší koloniální panství v historii. O zámořská území usilovaly další státy, ale jejich moc nebyla tak silná. Například Francii se podařilo obsadit část území dnešní Kanady, Nizozemci získali území na Jávě a v Indonésii.

## Důsledky zámořských objevů
- Mimoevropská území se díky kolonizaci postupně stávala součástí evropského hospodářského, kulturního a sociálního vývoje. Mísily se prvky evropské a domorodé. Evropa byla svými obyvateli považována za střed světa, proto si tak automaticky nárokovali nově objevená území.
- Do zámořských území Evropané přivezli mnoho nemocí, proti kterým domorodci neměli imunitu a byly pro ně smrtelné. Jednalo se hlavně o neštovice, spalničky a chřipku.
- Cizím zemím vděčíme za řadu nových plodin, například kukuřici, brambory, rajčata, arašídy, kakao, avokádo, ananas, dýni, vanilku, tabák, kávu, kaučuk, cukr, bavlnu. Amerika Evropanům vděčí mj. za vrabce, špačky a pšenici.
- Slovní zásoba Evropanů byla obohacena o řadu výrazů ze Střední Ameriky, jedná se například o slova: hurikán, orkán, kanoe, cigáro. Z Jižní Ameriky známe slova jako ananas, kaučuk, lama, jaguár, kondor.
- Díky rozvoji tiskařství byla zaznamenána zpráva o cestě Ameriga Vespucciho, která vyvolala obrovský zájem. Po přečtení této zprávy a na jejím podkladě nakreslil lotrinský mnich v roce 1507 novou mapu světa. Mezi Evropou a Asií se objevil nový kontinent, který byl nazván Amerigova země (Amerika).

| P - rok 1415 Jindřich Mořeplavec        | dobyl pevnost Ceuty v Severní Africe      |
| P - rok 1487 Bartolomeo Diaz            | objevil mys Dobré naděje                  |
| P - rok 1497 Vasco de Gama              | obeplul Afriku a doplul do Indie          |
| Š - rok 1492 Kryštof Kolumbus           | objevil ostrovy v Karibském moři          |
| I - rok 1497 Amerigo Vespucci           | objevil jižní část severoamerické pevniny |
| Š - rok 1519-1521 Fernando de Magalhães | objevil Filipíny, pojmenoval Tichý oceán  |
| Š - rok 1519-1522 Hernando Cortéz       | dobyl Aztéckou říši                       |
| Š - rok 1531-1534 Francisco Pizzaro     | dobyl říši Inků                           |